# Cueva del Barranc Blanc
La cueva del Barranc Blanc es una cueva con yacimientos prehistóricos del paleolítico superior, situada en el término de Rótova (La Safor).

## Descripción
En esta cueva se suceden estratos correspondientes a los períodos gravetiense, al principio con tradición musteriense, y después ya sin ella, solutrense y epigravetiense, con posibles influencias magdaleniense. Se localiza en la vertiente derecha del Barranc Blanc, en la ruta PR V-100.

## Historia
El yacimiento fue descubierto en 1951 por los hermanos Cubero, realizándose excavaciones por parte de los arqueólogos Lluís Pericot y Enric Pla entre 1951 y 1954, y posteriormente por Maria Lluïsa Pericot en 1976.

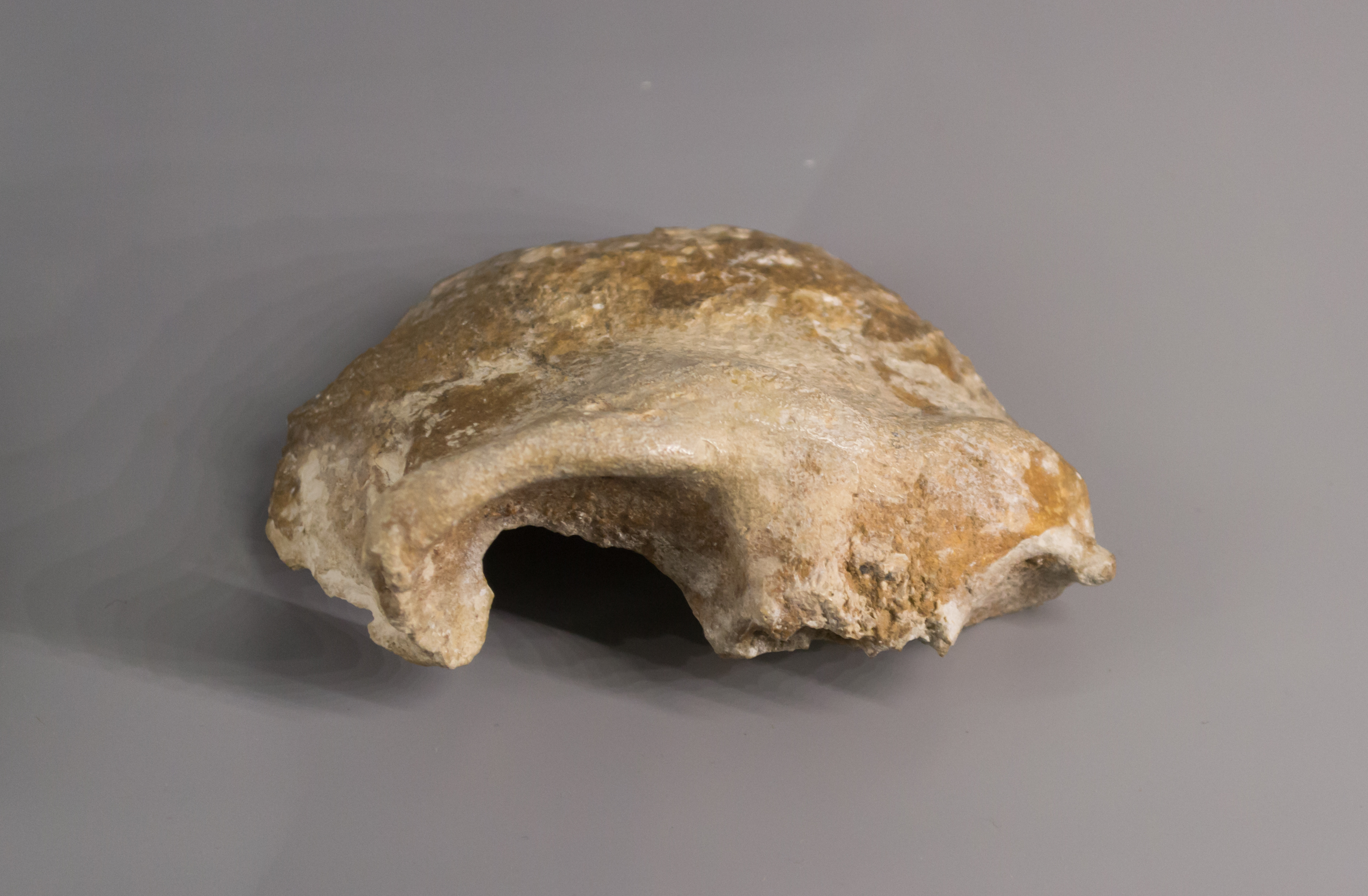
Restos de Homo sapiens. Occipital infantil de la Cova del Barranc Blanc

## Hallazgos
Se han encontrado pinturas rupestres, grabados, incisiones fusiformes en series de dos, tres o más unidades y restos arqueológicos de instrumentos líticos datados entre los años 21.000 y 12.000 a. C. donde se localizan las concavidades del Barranc Blanc es agreste y sobrecogedora.
Los materiales, todavía no publicados detalladamente, son conservados en el Museo de Prehistoria de Valencia.